# Auguste Creuzé de Lesser
Pour les autres membres de la famille, voir Famille Creuzé.
Le baron Auguste Creuzé de Lesser, né à Paris le 3 octobre 1771 et mort à Villers-en-Arthies le 14 août 1839, est un poète, auteur dramatique, librettiste et homme politique français.

## Biographie
Il est le fils de Pierre Michel Creuzé de Lesser (1722-1786), payeur des rentes de l'Hôtel de ville de Paris, secrétaire du roi, et d'Henriette Mérard. Par sa mère, il est le neveu de Simon-Pierre Mérard de Saint-Just.
Il épouse Françoise Marie Émilie Dangé de Bagneux, fille de Louis Balthazar Dangé de Bagneux, trésorier général des invalides et fermier général, et petite-nièce de François-Balthazar Dangé. Il est le beau-père du chevalier Eugène d'Espous et l'arrière grand-père d'Édouard Creuzé de Lesser.

### Parcours politique
Il fait ses études au collège de Juilly, puis succède à son père dans la charge de payeur des rentes de l'hôtel de ville de Paris en 1786. Marié à la fille d'un fermier général guillotiné pendant la Terreur, il est tour à tour secrétaire du consul Charles-François Lebrun, secrétaire de légation à Parme, sous-préfet à Autun en 1802 et député de Saône-et-Loire au Corps législatif en 1804. Son Voyage en Italie et en Sicile ayant déplu à l'Empereur, il prend congé de la vie publique en 1806. Louis XVIII le nomme préfet de la Charente en 1815 et préfet de l'Hérault en 1817. Devenu baron en 1818, il se retire définitivement dans ses terres à la fin de la Restauration.

### Œuvre littéraire

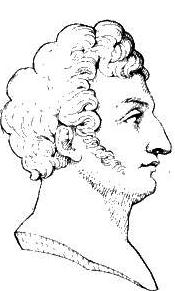
Portrait buste de Creuzé de Lesser.

Auguste Creuzé de Lesser se fait une réputation en littérature avec ses premières œuvres pour la scène et ses poèmes imités de Juvénal et d'Alessandro Tassoni. En 1811, il publie un poème épique en 50 000 vers intitulé La Table ronde. Cette résurrection du genre chevaleresque remporte un grand succès. Il enchaîne avec Amadis de Gaule et Roland, ceci dans le but de « tirer du chaos des romans de la Table ronde un récit complet, suivi et à peu près raisonnable ». Vers la fin de sa vie, il rassemble cette trilogie sous le titre La Chevalerie, ou les Histoires du Moyen Âge, composées de La Table ronde, Amadis, Roland, poèmes sur les trois grandes familles de la chevalerie romanesque.
« Cet aimable écrivain, note un contemporain, a obtenu et conserva toujours un nom honorable. Une gaieté pleine de franchise et de verve, une originalité non moins vraie, un esprit indépendant et piquant à la fois, qui ne jure jamais sur la parole d'autrui, ce que les Anglais appellent humour, une facilité peut-être trop souvent négligée, mais encore plus fréquemment élégante et gracieuse, tels sont les traits caractéristiques de son talent, et ce talent sait souvent aussi s'élever à de belles et heureuses inspirations. »

## Œuvres

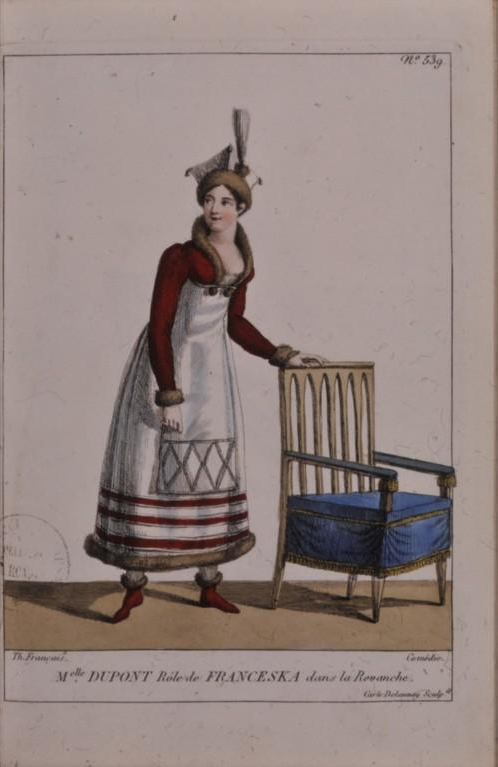
La revanche - comédie de François Roger et Creuzé de Lesser

- Satires de Juvénal, traduction en prose (1790)
- Le Seau enlevé, poème héroï-comique, imité du Tassoni, suivi d'un choix des stances les plus intéressantes de l'auteur italien et de quelques poésies (1796)
- Voyage en Italie et en Sicile, fait en 1801 et 1802 (1806) Texte en ligne lire en ligne sur Gallica
- La Table ronde, poème (1811)
- Roland, poème (1812)
- Amadis de Gaule, poème, faisant suite à la Table ronde (1813)
- Le Cid, romances espagnoles imitées en romances françaises (1814)
- Apologues (1825)
- Le Dernier Homme, poème imité de Grainville (1831)
- De la Liberté, ou Résumé de l'histoire des républiques (1832)
- Étrennes pour les enfants. Contes de fées mis en vers, imités de Perrault et autres (1834)
- Annales secrètes d'une famille pendant 1800 ans mises au jour (2 volumes, 1834)
- Les Véritables Lettres d'Héloïse, en vers (1835)
- Le Roman des romans (2 volumes, 1837)
- La Chevalerie, ou les Histoires du Moyen Âge, composées de La Table ronde, Amadis, Roland, poèmes sur les trois grandes familles de la chevalerie romanesque (1839)
- Le Naufrage et le Désert (1839)

Théâtre et opéra
- Les Voleurs, tragédie en cinq actes en prose et, d'après Friedrich von Schiller (1794)
- Les Français à Cythère, comédie en 1 acte en prose, mêlée de vaudevilles, avec René-André-Polydore Alissan de Chazet et Emmanuel Dupaty, Paris, théâtre du Vaudeville, 17 mars 1798
- Ninon de Lenclos, ou l'Épicuréisme, comédie-vaudeville en 1 acte et en prose, Paris, théâtre des Troubadours, 2 septembre 1799
- La Clef forée, ou la Première Représentation, anecdote en vaudevilles et en 1 acte, avec François-Pierre-Auguste Léger, Paris, théâtre des Troubadours, 17 octobre 1799
- Monsieur Deschalumeaux ou la Soirée de carnaval, opéra bouffon en trois actes, musique de Pierre Gaveaux, Paris, Opéra-Comique, 17 février 1806
- Le Déjeuner de garçons, comédie mêlée de musique, Paris, théâtre Feydeau, 24 avril 1806
- L'Amante sans le savoir, opéra-comique en un acte, musique de Jean-Pierre Solié, Paris, théâtre Feydeau, 1807
- Le Secret du ménage, comédie en 3 actes et en vers, Paris, Théâtre-Français, 25 mai 1809 Texte en ligne
- La Revanche, comédie en 3 actes, avec François Roger, Paris, Comédie-Française, 15 juillet 1809
- Le Diable à quatre, ou la Femme acariâtre, opéra-comique en trois actes, d'après Michel-Jean Sedaine, musique de Jean-Pierre Solié, Paris, théâtre Feydeau, 30 novembre 1809
- Le Présent de noces, ou le Pari, opéra-comique en un acte, musique de Henri Montan Berton fils, Paris, théâtre Feydeau, 2 janvier 1810
- Les Deux Espiègles, comédie-vaudeville en un acte, avec François Roger, Paris, théâtre du Vaudeville, 8 janvier 1810
- Le Magicien sans magie, opéra-comique en deux actes, avec François Roger, Paris, Opéra-Comique, 4 novembre 1811
- Ninette à la cour, opéra-comique en deux actes et en vers, d'après Charles-Simon Favart, musique de Henri Montan Berton fils, Paris, Opéra-Comique, 24 décembre 1811
- Le Billet de loterie, comédie en 1 acte, mêlée d'ariettes, avec François Roger, musique de Nicolas Isouard, Paris, Opéra-Comique, 14 septembre 1811
- Le Nouveau Seigneur de village, opéra-comique en 1 acte, avec Edmond de Favières, musique de François-Adrien Boieldieu, Paris, Opéra-Comique, 29 juin 1813
- Mlle de Launay à la Bastille, comédie historique, mêlée d'ariettes, en 1 acte, avec François Roger, Paris, Opéra-Comique, 16 décembre 1813
- Le Prince et la Grisette, comédie en 3 actes et en vers, Paris, Théâtre-Français, 11 janvier 1832

## Sources
- Anonyme, Répertoire général du Théâtre-Français, composé des tragédies, comédies et drames des auteurs du premier et du second ordre, restés au Théâtre-Français, H. Nicolle, Paris, vol. XXIV, 1817, p. 113.
- Ferdinand Hoefer, Nouvelle Biographie générale, Firmin-Didot, Paris, vol. XII, 1855, col. 453-454.
- Pierre Larousse, Grand Dictionnaire universel du XIXe siècle, vol. V, 1869, p. 510.
- Frédéric Godefroy, Histoire de la littérature française depuis le XVIe siècle jusqu'à nos jours, vol. VII, XIXe siècle, poètes, t. I, 1878, p. 16-19.
- « Auguste Creuzé de Lesser », dans Adolphe Robert et Gaston Cougny, Dictionnaire des parlementaires français, Edgar Bourloton, 1889-1891 [détail de l’édition]